# Bulbophyllum melanoglossum
Bulbophyllum melanoglossum är en orkidéart som beskrevs av Bunzo Hayata. Bulbophyllum melanoglossum ingår i släktet Bulbophyllum och familjen orkidéer. Inga underarter finns listade i Catalogue of Life.